# 苯并三氧化呋咱
苯并三氧化呋咱是一种杂环有机化合物，化学式为C6N6O6。它最初于1924年由O. Turek合成，但他当时将该化合物当作六亚硝基苯。除了亚硝基的结构外，它还可以形成对称的稠环结构。

Historical, non-real structures of benzotrifuroxan

它可由1,3,5-三叠氮-2,4,6-三硝基苯的热分解得到。